# Vincent Aka
Vincent Aka Akasse (* 25. října 1975) je bývalý akanský zápasník–volnostylař z Pobřeží slonoviny, který od roku 2003 reprezentoval Francii.

## Sportovní kariéra
Sportovnímu zápasení se věnoval od 18 let v Abidžanu. Specializoval se na volný styl. V rámcí grantu MOV byl jako talentovaný sportovec vybrán k přípravě na olympijské hry v Sydney v roce 2000 ve Francii. Ve Francii se nakonec usadil a v roce 2003 obdržel francouzské občanství. Připravoval se v Clermont-Ferrandu pod vedením Rodolpha Kreutzera. Startoval na třech olympijských hrách v roce 2000, 2004 a 2008 bez vyhraného zápasu. Sportovní kariéru ukončil v roce 2009. Věnuje se funkcionářské práci.

## Výsledky
| Turnaj             | Pobřeží slonoviny | Pobřeží slonoviny | Pobřeží slonoviny | Pobřeží slonoviny | Pobřeží slonoviny | Pobřeží slonoviny | Pobřeží slonoviny | Pobřeží slonoviny | Pobřeží slonoviny | Francie | Francie | Francie | Francie | Francie | Francie |
| Turnaj             | 1994              | 1995              | 1996              | 1997              | 1998              | 1999              | 2000              | 2001              | 2002              | 2003    | 2004    | 2005    | 2006    | 2007    | 2008    |
| Turnaj             | 19                | 20                | 21                | 22                | 23                | 24                | 25                | 26                | 27                | 28      | 29      | 30      | 31      | 32      | 33      |
| Turnaj             | -82               | -82               | -82               | -85               | -85               | -85               | -85               | -85               | -84               | -84     | -84     | -96     | -96     | -96     | -96     |
| ------------------ | ----------------- | ----------------- | ----------------- | ----------------- | ----------------- | ----------------- | ----------------- | ----------------- | ----------------- | ------- | ------- | ------- | ------- | ------- | ------- |
| Olympijské hry     |                   |                   | —                 |                   |                   |                   | úč.               |                   |                   |         | úč.     |         |         |         | úč.     |
| Mistrovství světa  | —                 | —                 |                   | —                 | —                 | úč.               |                   | —                 | —                 | úč.     |         | úč.     | —       | úč.     |         |
| Mistrovství Evropy |                   |                   |                   |                   |                   |                   |                   |                   |                   | —       | —       | 2.      | úč.     | úč.     | úč.     |
| Africké hry        |                   | —                 |                   |                   |                   | úč.               |                   |                   |                   |         |         |         |         |         |         |
| Mistrovství Afriky | úč.               |                   | úč.               | 2.                | 2.                |                   | 1.                | —                 | —                 |         |         |         |         |         |         |